# Am Großen Rhode

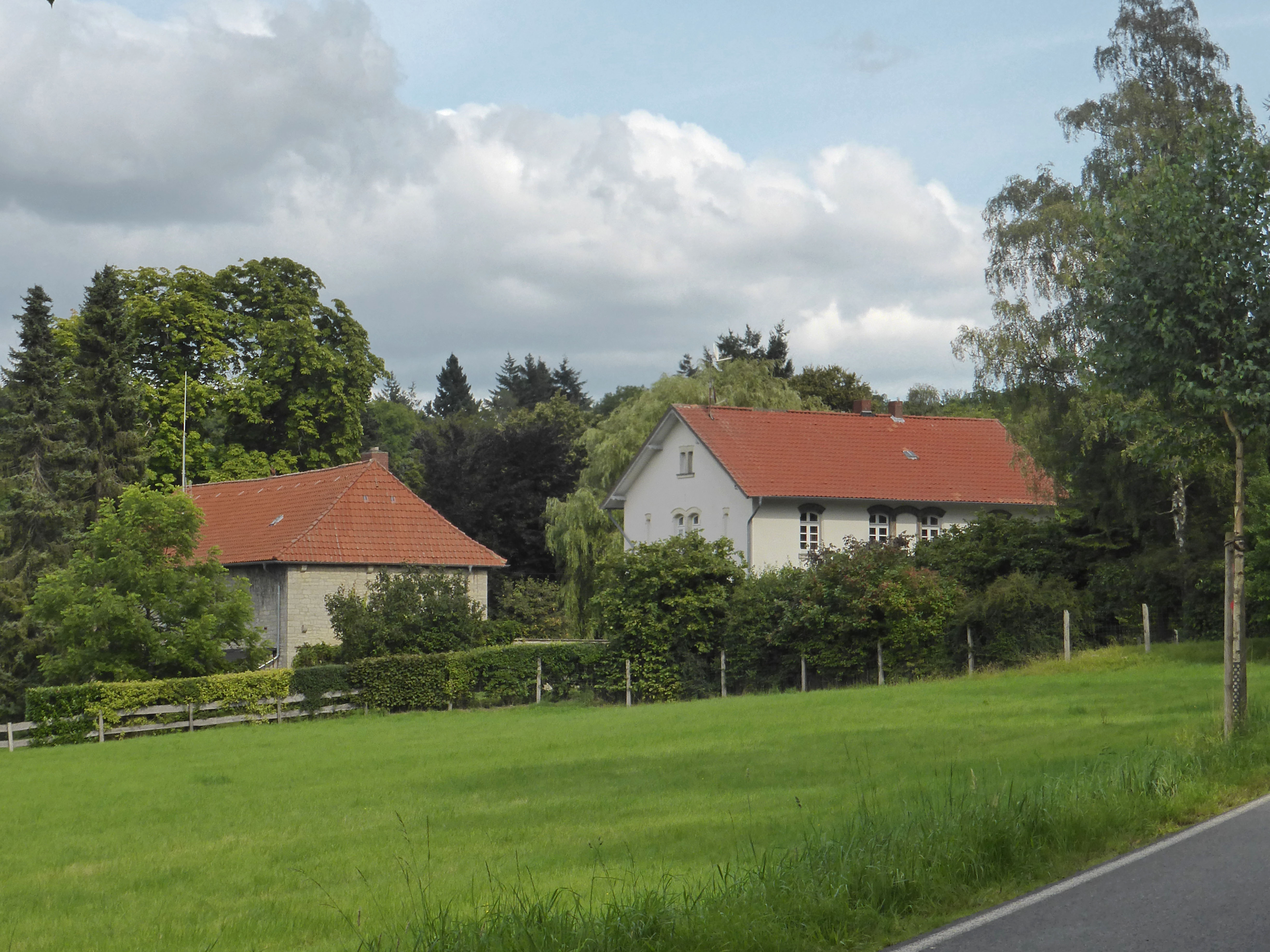
Forsthaus Groß Rode

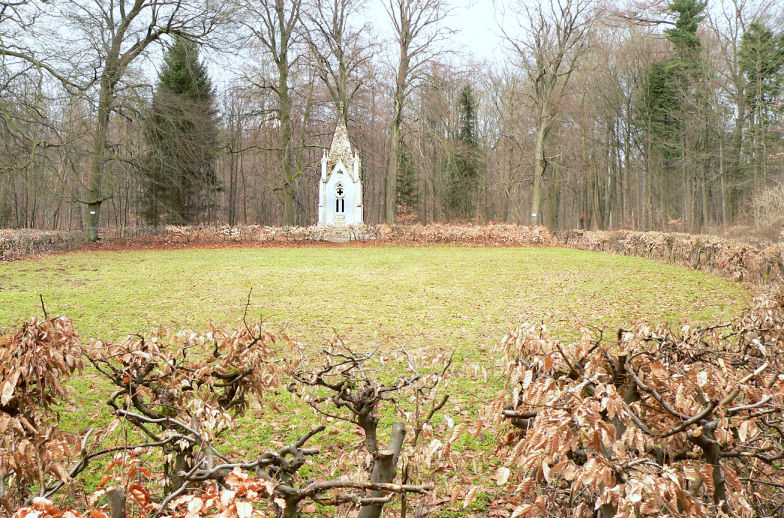
Lichtung am Tetzelstein

Am Großen Rhode ist eines von drei gemeindefreien Gebieten im Landkreis Wolfenbüttel, Niedersachsen.
Es hat eine Gesamtfläche von 5,79 km², welche durch die Gemeinde Kneitlingen in zwei etwa gleich große Einzelflächen geteilt wird. Des Weiteren bestehen Grenzen zur Stadt Schöppenstedt (im Osten und Süden), zur Gemeinde Erkerode (im Westen) und zur Exklave der Gemeinde Evessen (im Norden) im selben Landkreis sowie zum gemeindefreien Gebiet Königslutter im Landkreis Helmstedt (ebenfalls im Norden).
Das gemeindefreie Gebiet ist unbewohnt. Aus statistischen Gründen führt es jedoch den Amtlichen Gemeindeschlüssel 03 1 58 501. Im gemeindefreien Gebiet befinden sich der Tetzelstein und das Forsthaus Groß Rode.